# Al Bahar Towers
Les Al Bahar Towers sont deux tours jumelles d'Abou Dabi aux Émirats arabes unis. Elles abritent des bureaux et s'élèvent à 145 mètres pour 29 étages. Elles ont été achevées en 2012.
Les architectes sont l'agence britannique Aedas et l'agence Diar Consult.
Elles ont remporté le deuxième prix à l'Emporis Skyscraper Award 2012

## Description
Les Al Bahar Towers innovent par leur « double-peau » qui ressemble étrangement aux troncs des palmiers, ou à un ananas. La façade extérieure est mouvante et tourne selon la position du soleil, ainsi la partie exposée est toujours à l'ombre. Mais cette peau a également la possibilité de s'ouvrir et de se fermer, cela permet à l'édifice de se refroidir la nuit. 